# 博奈爾 (喬治亞州)
博內爾（英語：Bonaire）是位於美國喬治亞州休斯敦縣的一個非建制地區。該地的面積和人口皆未知。

## 地理
博內爾的座標為32°32′37″N 83°35′45″W / 32.54361°N 83.59583°W，而該地的平均海拔高度為106米（即348英尺）。